# Rue Guérin-Boisseau
Rue Guérin-Boisseau är en gata i Quartier de Bonne-Nouvelle i Paris andra arrondissement. Gatan är uppkallad efter en person som var bosatt vid gatan på 1200-talet. Rue Guérin-Boisseau börjar vid Rue de Palestro 31 och slutar vid Rue Saint-Denis 184.

## Bilder
| - Gatuskylt. - Rue Guérin-Boisseau. - Notre-Dame-de-Bonne-Nouvelle. - Square Émile-Chautemps. |

## Omgivningar
- Notre-Dame-de-Bonne-Nouvelle
- Square Émile-Chautemps
- Cour du Roi-François
- Rue du Ponceau
- Passage du Ponceau

## Kommunikationer
- Tunnelbana – linjerna   – Réaumur – Sébastopol
- Busshållplats Réaumur – Sébastopol – Paris bussnät

### Webbkällor
- ”Rue Guérin-Boisseau”. Mairie de Paris. https://web.archive.org/web/20160303173029/http://www.v2asp.paris.fr/commun/v2asp/v2/nomenclature_voies/Voieactu/4335.nom.htm. Läst 5 oktober 2023.
- ”Rue Guérin-Boisseau (2ème arrondissement)”. Les rues de Paris. https://web.archive.org/web/20190926215121/http://www.parisrues.com/rues02/paris-02-rue-guerin-boisseau.html. Läst 5 oktober 2023.